# Square Barye
Square Barye je square v Paříži ve 4. obvodu. Leží na jihovýchodním cípu ostrova sv. Ludvíka oddělené od zástavby Boulevardem Henri-IV a mostem Sully. Bylo vytvořeno v roce 1938 na ploše 2975 m2.

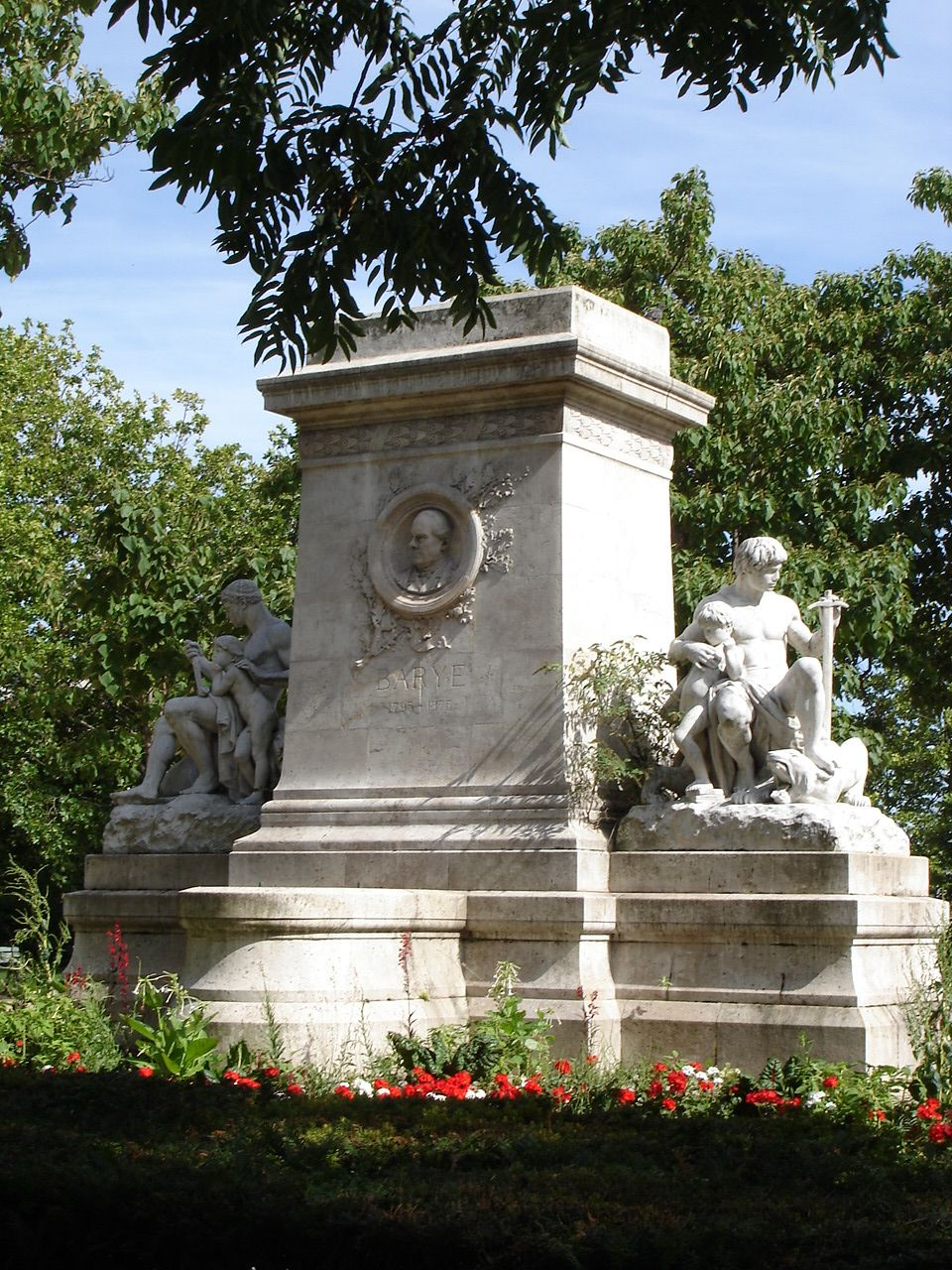
Pomník

V roce 2007 obdrželo označení „ekologický park“ (Espace vert écologique). Park nese jméno francouzského sochaře Antoine-Louise Barye (1795-1875), jehož pomník se nachází uprostřed parku. Je doplněn kopiemi dvou jeho soch.